# Хрущик шовковистий
Хрущик шовковистий (Maladera holosericea) — вид жуків родини пластинчастовусих (Scarabaeidae).

## Поширення
Ареал поширення Maladera holosericea простягається по всій Палеарктиці (Європа, Середня Азія, Далекий Схід). Вид зустрічається лише спорадично і нечасто в Центральній Європі. Теплолюбний вид жука, віддає перевагу піщаним місцевостям (тому є псамофільним) у низинах і невисоких горах.

## Опис
Довжина тіла жуків від чорного до червонувато-коричневого кольору становить 6–9 мм. Тіло сильно вигнуте. Вусики і ноги червоні. У самців вусики мають більш розвинений останній сегмент, ніж у самиць.
Личинки виглядають як маленькі білі хробаки у формі букви «С». Мають три пари атрофованих ніг і склеротизовану голову.

## Спосіб життя
Літають жуки з весни до осені. Має пізні полуденні та сутінкові звички та віддає перевагу середовищам, де переважає сухий та піщаний ґрунт, літаючи навколо кущів, і в основному широко поширений на рівнинах. Личинки живляться корінням і розвиваються у ґрунті.